# Universidade Metodista de Piracicaba
A Universidade Metodista de Piracicaba (Unimep) é uma instituição privada de ensino superior brasileira localizada no interior do estado de São Paulo. A universidade exerce atividades de ensino, pesquisa e extensão em todas as áreas do conhecimento. Fundada em 1964 e reconhecida como universidade em 1975, é a primeira universidade metodista fundada na América Latina. A instituição é mantida pelo Instituto Educacional Piracicabano (IEP) e atualmente possui quatro campi, dois deles localizados em Piracicaba e o outro em Lins, todos no estado de São Paulo. A Unimep é uma universidade confessional ligada à Igreja Metodista do Brasil, que além da Unimep, é responsável pelas diretrizes educacionais de várias outras instituições metodistas.
Em 2015, a publicação Guia do Estudante, da Editora Abril, avaliou 26 dos 50 cursos de graduação oferecidos pela instituição e classificou 1 curso com cinco estrelas (nota máxima atribuída pela publicação), 12 com quatro estrelas e 10 com três estrelas, totalizando 23 cursos que foram estrelados. De acordo com o relatório de 2014 do Índice Geral de Cursos da Instituição (IGC), divulgado pelo Instituto Nacional de Estudos e Pesquisas Educacionais Anísio Teixeira (Inep) e pelo Ministério da Educação (MEC), a Unimep foi classificada com o IGC contínuo de 2,685 (em valores que vão de 0 a 5.000) e na faixa 3 (de 1 a 5).

## História

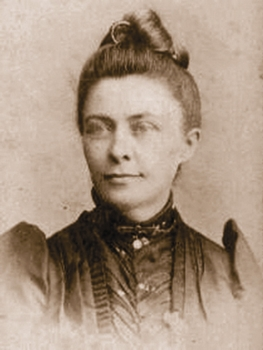
Missionária estadunidense Martha Watts, fundadora do Colégio Piracicabano, de onde nasceu a Unimep.

Na cidade de Piracicaba em 1881 foi fundado pela missionária estadunidense Martha Watts a primeira instituição metodista de ensino do Brasil, o Colégio Piracicabano, de onde surgiu a Unimep. Passados 83 anos, em 1964 o Colégio Piracicabano passa a
oferecer cursos de superiores de Economia, Administração e Ciências Contábeis, primeiramente reunidos como Faculdades Integradas. Com essa expansão o Ministério da Educação reconhece a Unimep, em 1975, como a primeira universidade metodista da América Latina. Mais tarde mais dois campi foram fundados nas cidades de Santa Bárbara d'Oeste e Lins, também no interior paulista.
A Universidade Metodista de Piracicaba nasceu a partir do movimento metodista, cujo líder precursor foi John Wesley (1703-1791), fundador da primeira escola metodista em 1748, na Inglaterra, a Kingswood School. Atualmente, a Unimep faz parte de um grupo de mais de 700 instituições espalhadas por 67 países e é mantida pelo Instituto Educacional Piracicabano (IEP), que também responde pelo próprio Colégio Piracicabano e a Escola de Música de Piracicaba Maestro Ernst Mahle (Empem).
Atualmente além dos tradicionais cursos de graduação a Universidade Metodista de Piracicaba oferece cursos: sequenciais,  superiores de técnologia, e cursos de pós-graduação de especialização (Lato Sensu) além de cursos de mestrado e doutorado (Stricto Sensu).

## Campie estrutura
A Universidade Metodista de Piracicaba possui 2 campi, um em Piracicaba e outro em Lins, todos no estado de São Paulo.

### Piracicaba

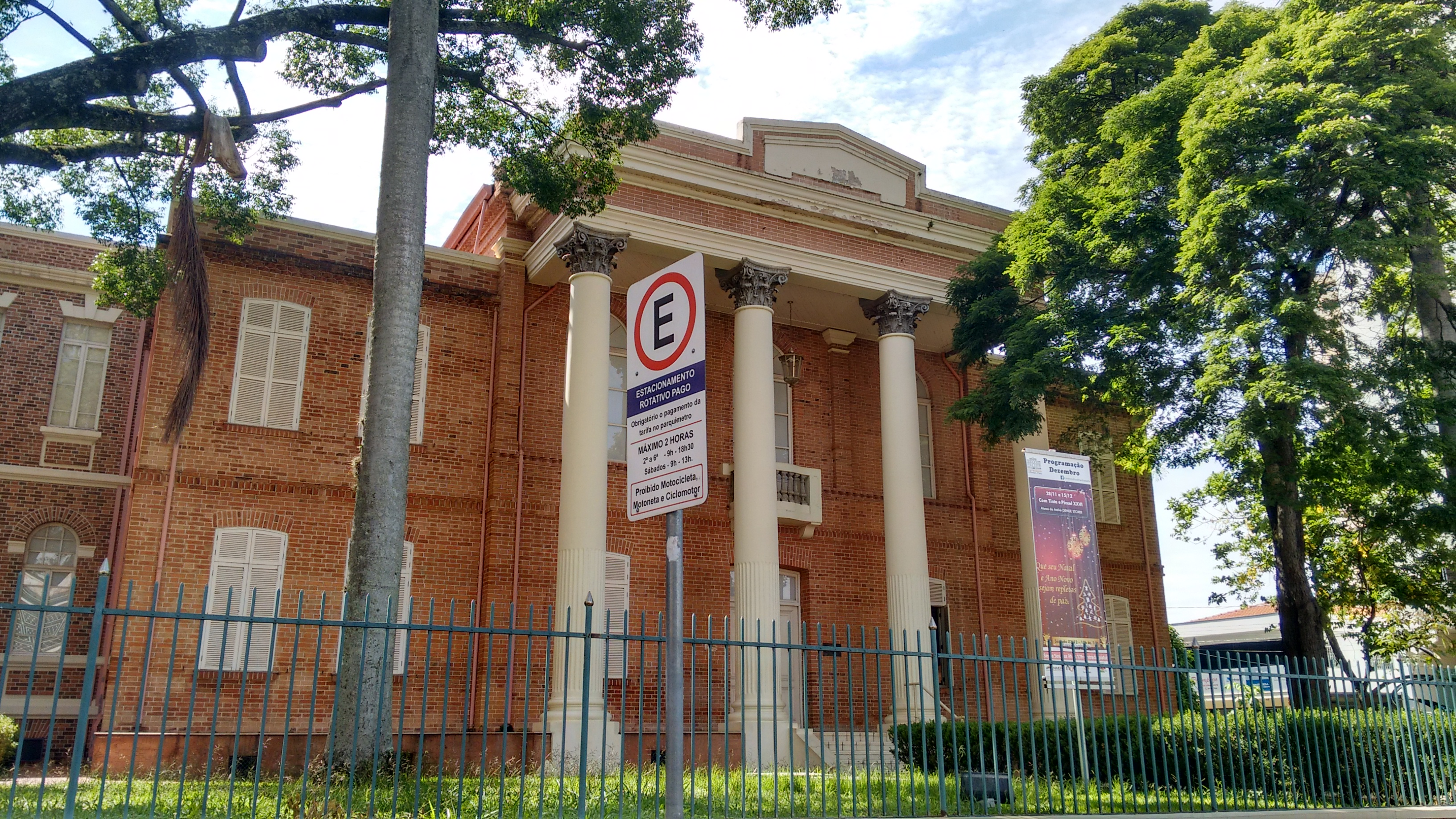
Campus Centro da Unimep

O campus Centro é o mais antigo e é onde foi fundado, por Martha Watts, o Colégio Piracicabano em 1881. Parte do prédio é tombado pelo patrimônio histórico. Localizado no centro da cidade, esse espaço é reservado prioritariamente para atividades do Colégio, constituindo-se também em sede do Centro Cultural Martha Watts que contém peças e arquivos históricos centenários. Ali são mantidas a Clínica de Fonoaudiologia e a Farmácia-Ensino.

### Lins
O campus de Lins abriga a Faculdade de Odontologia e também o curso de direito, tem modernas salas de aula, anfiteatros, biblioteca. Vale lembrar que as instalações do campus são abertas ao público e oferecem atendimento à população carente da cidade e da região.

## Cursos
Os cursos são oferecidos nos quatro campi da Unimep.
| Ciências biológicas e Saúde - Ciências biológicas - Educação física - Enfermagem - Farmácia - Fisioterapia - Fonoaudiologia - Medicina veterinária - Nutrição - Odontologia | Ciências exatas - Ciência da computação - Engenharia Civil - Engenharia de alimentos - Engenharia de automação e controle - Engenharia industrial mecânica - Engenharia Elétrica - Engenharia Mecânica - Engenharia Mecânica enfase em manutenção - Engenharia de produção - Engenharia química - Química industrial - Matemática - Licenciatura - Química - Licenciatura - Sistemas de Informação | Humanidades - Administração - Arquitetura e Urbanismo - Ciências contábeis - Ciências econômicas - Economia - Negócios Internacionais - Direito - Filosofia - História - Jornalismo - Letras - Música - Pedagogia - Rádio e TV - Publicidade e propaganda - Psicologia |

## Espaços e eventos culturais

### Centro Cultural Martha Watts
Localizado no centro de Piracicaba, o Centro Cultural Martha Watts promove diversas atividades culturais para a Piracicaba e região, alguma delas: exposições de arte, cursos artísticos, lançamento de livros, audições musicais, apresentações teatrais, saraus, cinema alternativo, consulta e pesquisa em acervos históricos, restauro e preservação de acervos fotográficos entre outros.

### Escola de Musica de Piracicaba
Fundada em 1953, pelo Prof. Hans-Joachim Koellreutter então diretor da Pró-Arte de São Paulo, com auxilio dos seus alunos Ernst Mahle e Maria Aparecida Romera Pinto e o apoio de pessoas importantes da sociedade piracicabana. Utilizou o nome "Escola de Música Livre, Pró-Arte" até 1961, quando para obter permissão junto ao MEC para ministrar o Curso Técnico em Música e emitir diplomas passou a se chamar "Escola de Música de Piracicaba" (EMP). Ao Escola de Música completar 46 anos, em setembro de 1998, os casal Mahle transferiu ao IEP , mantenedor da Unimep, a responsabilidade de dar prosseguimento na missão de ensinar a arte musical, a escola mais uma vez muda de nome passando a ser chamada de "Escola de Música de Piracica Maestro Ernest Mahle" (EMPEM). Considerado patrimônio cultural brasileiro a EMPEM, possui em seus dois prédios salas de aulas, salas de concertos, instrumentos e uma diversificada Musicoteca, com cerca de 17000 partituras. A EMPEM e o maestro Ernest Mahle são também responsáveis pela fundação Orquestra Filarmônica de Piracicaba da Escola de Música (OFPEM).

### Salão Universitário de Humor de Piracicaba
A primeira mostra do Salão Universitário de Humor de Piracicaba, criado pela Unimep, acontece desde 1992 e conta com participantes universitários de vários países. Já participaram do Salão do Humor da Unimep os maiores nomes do cartum brasileiro, como: Flávio Rossi, Rodrigo Rosa, Pryscila Vieira, Páffaro e muitos outros.